# Gof Nanyori
Gof Nanyori är en krater i Kenya.   Den ligger i länet Marsabit, i den centrala delen av landet, 400 km norr om huvudstaden Nairobi. Toppen på Gof Nanyori är 1 005 meter över havet. Gof Nanyori ingår i Res Fila.
Terrängen runt Gof Nanyori är huvudsakligen kuperad, men åt nordväst är den platt. Runt Gof Nanyori är det glesbefolkat, med 9 invånare per kvadratkilometer. Närmaste större samhälle är Marsabit, 10,5 km öster om Gof Nanyori. I omgivningarna runt Gof Nanyori växer huvudsakligen savannskog.